# Christen E. Jørgensen
Christen Estrup Jørgensen (11. september 1843 i Viborg – 21. november 1879) var en dansk fotograf.
Chr. E. Jørgensen var født i Viborg, og vendte i 1875 tilbage til sin fødeby, hvor han sammen med sin unge hustru Jacobine Jørgensen på sin fødselsdag dette år etablerede et fotografisk atelier i Sct. Mathiasgade 55. Han blev den førende fotograf i Viborg. Samtidig blev han prisbelønnet ved verdensudstillingen i Paris 1878 og fik et diplom i Milano 1875. 
Allerede 1879 døde Chr. E. Jørgensen, men fru Jørgensen førte forretningen videre under hans navn. I tidsrummet 1889-1903 var det dog fotografen Harald Lønborg, der var bestyrer af atelieret. I 1894 lod hun i baghaven opføre en ejendom i Rosenborg-stil med facade mod Domkirkestræde.
Huset var et gæstfrit hjem og dannede rammen om en kunstnerkoloni. Kendte navne som Jeppe Aakjær, Joakim Skovgaard, Viggo Stuckenberg, Adolph Lønborg og Harald Lønborg, er blot nogle af de kunstnere og forfattere som gæstede "Karens Stue".
"Karens Stue" som huset er mest kendt som, er opkaldt efter Chr. E. & Jacobine Jørgensens datter Karen Jørgensen, som arvede efter sin mors død i 1935. I 1940 solgte Karen Jørgensen "Karens Stue", der nu også kendes som "Lille Rosenborg". 